# 日本製鋼所東京製作所
株式会社日本製鋼所東京製作所（にほんせいこうしょとうきょうせいさくしょ、The Japan Steel Works, Ltd. Tokyo Plant）は東京都府中市日鋼町1-1に存在した日本製鋼所の製作所である。

## 概要
日本製鋼所東京製作所は、1938年（昭和13年）東京府北多摩郡府中町に武蔵製作所として起工され、1941年（昭和16年）から営業を開始した。
同所では長く油圧式パワーショベルを主力とした製造が行われていたが、その製造を打ち切るのを期に1987年（昭和62年）に閉鎖され、跡地は「府中インテリジェントパーク」として再開発された。
製作所の解体作業時に発掘調査が行われ、日鋼町附近が武蔵国の国府の北限部分にあることが明らかとなった。

## 沿革
- 1938年（昭和13年） - 東京府北多摩郡府中町に武蔵製作所を起工。
- 1941年（昭和16年） - 武蔵製作所竣工・操業開始。
- 1961年（昭和35年） - 油圧式パワーショベルの製造を開始。
- 1963年（昭和38年） - 東京製作所へ改称。
- 1974年（昭和49年） - パワーショベルの製造が1万台を突破。
- 1985年（昭和60年） - パワーショベルの製造を打ち切り。
- 1986年（昭和61年） - 東京研究所を設置。
- 1987年（昭和62年） - 東京製作所閉鎖、跡地に府中インテリジェントパークを着工。
- 1989年（平成元年） - 東京研究所を移設する形で千葉県四街道市に中央研究所設置。
- 1992年（平成4年） - 府中インテリジェントパークJタワー完成。
- 1995年（平成7年） - 本社機能の一部を移転し、府中本社とする。
- 2000年（平成12年） - 千葉研究室（旧中央研究所）を機械研究所横浜研究室に統合。
- 2004年（平成16年） - 府中Jタワーを不動産証券化し、信託受益権をシンプレクス・インベストメント・アドバイザーズに売却。
- 2007年（平成19年） - 本社を東京都品川区のゲートシティ大崎ウエストタワーに移転、統合。

## 製品
武蔵製作所は戦車製造専門工場として稼働したが、通達により1942年（昭和17年）に製造品目を戦車から火砲へ変更した。
終戦直後は他の工場と同様に脱穀機といった民生用製品の製造を行ったが、後にパワーショベルの製造が中心となった。
1961年からドイツO&K社と技術提携し、6tクラスから40tクラスまでの油圧ショベルを製造していた。提携終了後も東京製作所閉鎖まで自社設計で製造を続けており、最盛期には米PETTIBONE社へOEM供給を行っていた。油圧部分は横浜製作所にて、ホイールローダーは酒井重工業が製造していた。O&K社は油圧ショベル以外にも様々なモデルを製造していたが、日本製鋼所では油圧ショベルのみ製造しており、これらの販売は日鋼商事や三井物産系の建設機械取扱店で行われていた。
なお、製造終了後にも石川島建機（現在のKATO HICOM）からOEM供給を受けてJSWブランドのモデルは数年存在した。

## 府中インテリジェントパーク

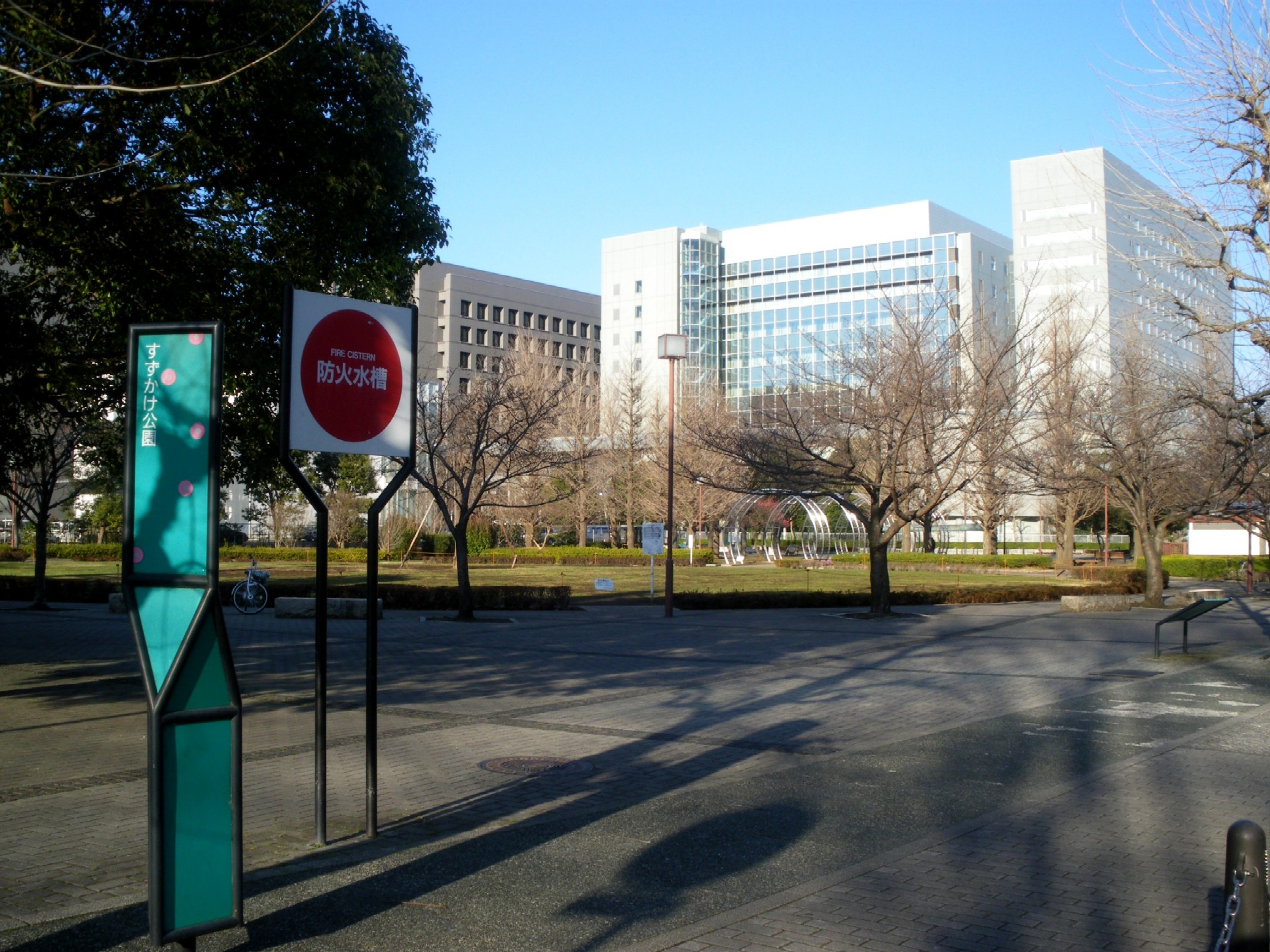
府中インテリジェントパークの様子。(2009年)

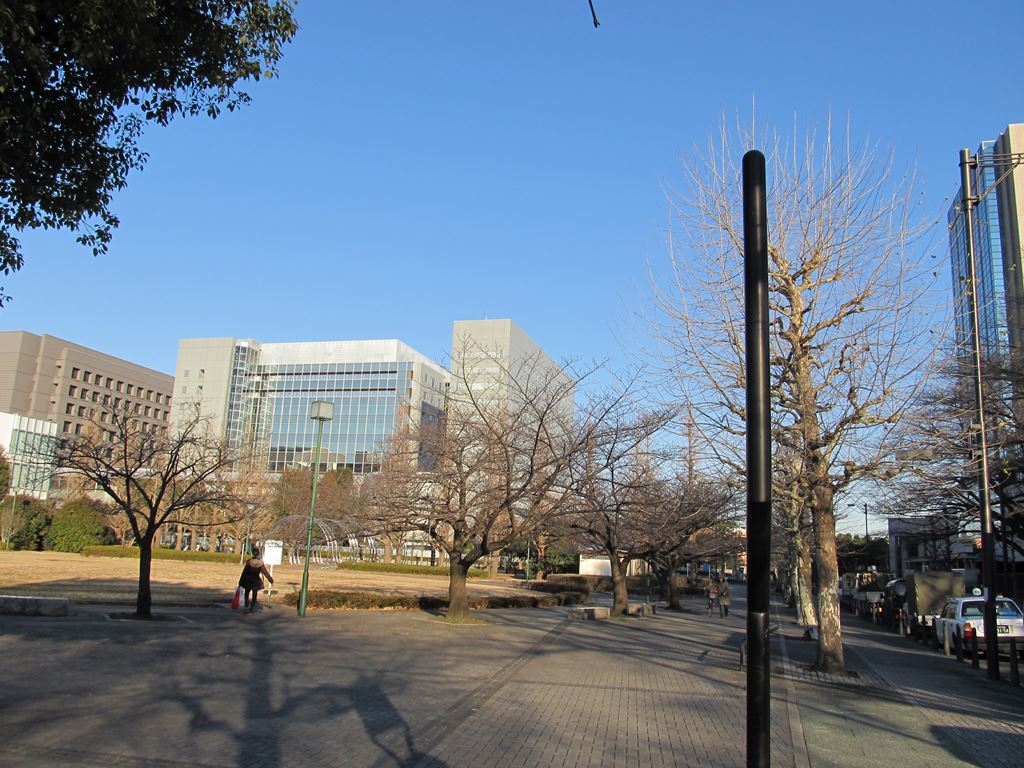
2017年

府中インテリジェントパークは、東京製作所跡地の再開発地域の名称。府中市によって景観地区に指定されている。町域は全て日鋼町である。
日本製鋼所は自社で高層オフィスビル「府中Jタワー」を開発しているが、それ以外の土地は順次売却され、金融機関とユーザー系システムインテグレーターのデータセンターや事務センター用途のオフィスビル、府中市公共施設、小売店が2000年代までに順次竣工された。同様の首都圏におけるデータセンター用途のビル群は千葉ニュータウンや多摩センターにおいても所在している。
- ヒューリック府中タワー（旧府中Jタワー） - 日本製鋼所によって1992年竣工の高層オフィスビル。府中インテリジェントパークの中核となるセンタービルとして位置づけられている。1995年（平成7年）11月から2007年（平成19年）8月まで本社機能の一部が置かれていた。核テナントとして損害保険ジャパン情報システム部が長らく入居していたが、2013年にファーレ立川へ移転した。その他、2021年現在においても大手保険会社・大手共済団体や証券会社などの金融機関とその関連会社の入居が目立つ。クリニックや調剤薬局、レストラン、郵便局なども入居している。現在も日本製鋼所グループ企業の事業所が入居している。2004年に不動産証券化し、信託受益権をシンプレクス・インベストメント・アドバイザーズが約200億円で買収。2013年10月に系列のJ-REIT、SIA不動産投資法人が所有権を取得した。
  - 府中日鋼町郵便局
  - ジェイタワークリニック
- 第一生命府中ビル
- 三井住友信託銀行府中ビル - 旧住友信託銀行の事務センター・証券代行部および三井住友トラスト・システム&サービス本社が入居
- 三井住友信託銀行府中研修所 - 旧住友信託銀行の研修施設
- 日本銀行府中分館 - 本店電算センターが入居
- あおぞら銀行府中別館
- 名糖産業府中ビル
- KDDI府中ビル - 1999年に旧ケイディディによって竣工したデータセンター用途のビル。2013年にJ-REITのユナイテッド・アーバン投資法人が持分50%を取得。
- クロス･ウェーブ府中 - オリックス不動産運営の研修・セミナーハウス施設
- 府中インテリジェントパーク 北府中ビル - 2008年竣工。府中街道沿いの「NREG北府中ビル」とは異なる。
- 島忠 府中店
- ケーズデンキ府中本店

## アクセス
- 京王線府中駅より京王バス府中営業所#七小循環線乗車。
- JR武蔵野線北府中駅下車。